# Ziàbitsi
Ziàbitsi (en rus: Зябицы) és un poble de l'óblast de Leningrad, a Rússia, que el 2017 tenia 11 habitants.